# Gerald Bostock
Gerald Bostock (nato nel 1962 circa) è l'autore fittizio del poema utilizzato come testo per Thick as a Brick, album di successo dei Jethro Tull uscito nel 1972. La copertina dell'album è costruita a mo' di giornale locale di una piccola località, il St. Cleve Chronicle & Linwell Advertiser, con tanto di svariati articoli e sezione sportiva conditi da fotografie, il tutto come un normalissimo quotidiano. L'articolo in prima pagina descrive come Gerald, un bambino di 8 anni soprannominato Little Milton (Il Piccolo Milton), abbia vinto il primo premio in un concorso di poesia, salvo vederselo successivamente revocare per aver pronunciato la parola "g__r" durante una trasmissione televisiva. Il giornale al suo interno presenta anche l'intero scritto di Bostock e sottolinea come i Jethro Tull abbiano deciso di utilizzarlo come testo del loro nuovo album (recensito in una delle pagine).
Ovviamente tanto Gerald Bostock quanto il testo sono state invenzioni di Ian Anderson e della band.
Non è chiaro quale sia la parola incriminata che avrebbe privato del premio il "giovane talento": molti fan sostengono che essa sia goer, termine inglese che nella sua accezione più volgare designa una donna che goda sessualmente in modo particolarmente entusiasta; molti altri sostengono che la parola incriminata sia "gutter", rintracciabile anche nel poema di "Bostock".
Nel 2012 Gerald ricompare con la pubblicazione, dopo 40 anni esatti, di Thick as a Brick 2, il seguito del famoso album realizzato da Ian Anderson; in questo caso il giornale locale si trasforma, visti i tempi, nel sito web di St. Cleve e, mentre nel primo Thick as a Brick Gerald faceva la parte dell'autore dei testi, in Thick as a Brick 2 ne diventa il vero e proprio protagonista. Nel seguito si sostiene che nel 2012 abbia 50 anni, cosa che fa pensare che nel 1972 mentì sulla propria età, dicendo di averne 8 anziché 10.
Nel 2014 sarà nuovamente protagonista di un disco solista di Ian Anderson dal titolo Homo Erraticus; questa volta, come accaduto nel primo Thick as a Brick, nuovamente nel ruolo di autore dei testi. Sono trascorsi quarant'anni dai tempi della composizione del poema, anni in cui Gerald si è dedicato alla vita politica. Durante la visita all'Old Library Bookshop nel villaggio di Linwell, Gerald si imbatte in un polveroso manoscritto inedito, scritto dallo storico dilettante locale Ernest T. Parritt (1873-1928) dal titolo "Homo Britanicus Erraticus". Nel manoscritto Ernest T. Parritt esamina gli eventi chiave della storia britannica, con una serie di profezie che si estendono fino ai giorni nostri e verso il futuro, con visioni, causate dal delirio della malaria, di vite passate dei diversi personaggi protagonisti: un nomade del neolitico, un fabbro dell'età del ferro, un monaco cristiano, un oste del ristorante lungo un'autostrada ed il Principe Alberto.